# Thomas Schütte
 (juin 2016).
Si vous disposez d'ouvrages ou d'articles de référence ou si vous connaissez des sites web de qualité traitant du thème abordé ici, merci de compléter l'article en donnant les références utiles à sa vérifiabilité et en les liant à la section « Notes et références ».
Thomas Schütte, né le 16 novembre 1954 à Oldenbourg, RFA, est un artiste et sculpteur allemand.

## Biographie
En 1972, il visite la documenta 5 à Kessel et commence à dessiner. Il entre en 1973 à l'Académie des beaux-arts de Düsseldorf, ville où il se fixera. Il est élève de Gérard Richter  et de Fritz Schweiger à l' Académie des beaux-arts de Düsseldorf.En 1979, ont lieu ses premières expositions personnelles, en particulier à la librairie La Vitrine à Paris et à la galerie Rüdiger Schöttle à Munich. Il réalise alors ses premières maquettes d'architecture. En 1981, année de son diplôme, il conçoit Mein Grab, modèle architectural de sa propre tombe où il indique le 25 mars 1996 comme étant sa date de décès. Cette même année a lieu la première exposition chez Konrad Fischer, à Düsseldorf. Sa première commande publique, en 1985, est Tisch, pour la ville de Hambourg : il s'agit d'un mémorial en souvenir de membres de la Résistance allemande exécutés par les nazis en 1944.
Il expose pour la première fois à New York en 1989, à la Galerie Marian Goodman. En 1997, sur la base d'une série de maquettes à petite échelle, Ceramic Sketches, il commence la réalisation des sculptures monumentales, Frauen, qu'il termine en 2006. De la même manière, il réalise United Ennemies (Ennemis unis), une série de figures doubles aux visages tourmentés, version monumentale  de miniatures qu'il a réalisées en pâte à modeler et en tissu dans les années 1990. C'est aussi en s'inspirant de modèles en pâte à modeler réalisés en 2003 qu'il commencera en 2016 une série de sculptures monumentales d'animaux crachant de la vapeur d'eau.
Le musée d'Art contemporain de Chicago lui commande Drei Ganz Grosse Geister en 2005, oeuvre installée de manière permanente devant le musée.
La figure récurrente de l'homme  dont les jambes sont enlisées dans la boue donne lieu à des séries de sculptures monumentales comme Mann im Wind I,II, III (2018), Man Without Face et Mann mit Fahne (2018).
À partir d'un assemblage simple, une chips posée sur une boîte d'allumettes, sur la période 2012-2015, il réalise des maquettes en se faisant aider d'architectes, pour la construction d'un lieu consacré à la sculpture, la Skulpturenhalle, près de Neuss, ouverte au public en 2016.
Dans le cadre du centenaire du Bauhaus, il réalise en 2019 un pavillon à Krefeld, destiné à être un lieu d'accueil et d'information pour cette manifestation.
Il est ainsi l'auteur d'une œuvre protéiforme dans laquelle les maquettes, gravures et sculptures (par exemple sa série de têtes d'hommes massives et monumentales) tiennent une place considérable. Mais Thomas Schütte a également pratiqué la lithographie, la céramique émaillée et utilise une grande variété de matériaux.
Originaire d'Allemagne de l'Ouest, l'artiste s'est intéressé à la guerre froide et à des thématiques plus contemporaines, entre autres dans ses maquettes : les maquettes d'habitations (Maisons de vacances de terroristes), de banque (Placement immobilier), ou la reproduction miniature d'une station-service intitulée Fais le plein, Allemagne et réalisée pendant la guerre en Irak témoignent ainsi d'un intérêt particulier pour la représentation des modes de vie.

## Œuvres
- 1982 : Dreiakter, Centre Pompidou, Paris.
- 1989 : Schwarze Zitronen, musée d'art moderne de la Ville de Paris, Paris.
- 1993 : Tausend Zungen, musée de sculpture en pleine air de Middelheim, Anvers.
- 1999 : Urns, Art Institute of Chicago, Chicago
- 2000 : Bronze Women IV, Minneapolis Sculpture Garden, Minneapolis.
- 2002 : Untilted (Blue head), musée de Grenoble, Grenoble.
- 2003 : Gelber Hund, Kunsthalle de Bielefeld.
- 2006 : Wichte, museo nacional centro del arte Reina Sofía, Madrid
- 2009 : Mann im Matsch, fondation Louis Vuitton, Paris.
- 2012 : Krieger, Museum of Modern Art, New York.

## Expositions
- 1984 : « Von hier aus – Zwei Monate neue deutsche Kunst in Düsseldorf »
- 1987, 1992 et 1997 : documenta[3]
- 1987 : « Skulptur.Projekte », Münster, présentation de Kirschensäule
- 2003 : exposition itinérante « Kreuzzug », Kunstmuseum Winterthur, musée de Grenoble, K21 (collection de Nordrhein-Westfalen), Düsseldorf
- 2007-2008 : œuvres de jeunesse, Henry Moore Institute, Leeds, et Kunstmuseum Liechtenstein, Vaduz
- 2006 : 4e Biennale de Berlin pour l'art contemporain, présentation de Capacity Men[4]
- 2009 : Haus der Kunst, Munich
- 2010 : « Hindsight », musée Reina Sofia, Madrid
- 2010 : « Big Buildings. Modelle und Ansichten », Kunst- und Ausstellungshalle der Bundesrepublik Deutschland, Bonn
- 2013 : Fondation Beyeler, Riehen/Bâle
- 2013 : « Frauen », Folkwang Museum Essen
- 2014 : Kunsthalle Vogelmann, Heilbronn
- 2014 : « Vanitas - Ewig ist es nichts » (exposition collective), Georg-Kolbe-Museum[5].
- 2016 : « CERAMIX, de Rodin à Schütte », La Maison rouge, Paris, et Sèvres - Cité de la céramique
- 2018 : 3e édition de l'Almanach, Le Consortium, Dijon[6]
- 2019 : « Thomas Schütte - Trois Actes - première rétrospective parisienne de l’artiste allemand », Le 11 Conti - Monnaie de Paris, Paris[7]
- 2022: "Germany", Galerie Raphael Durazzo

No Title x3 (1993), trois assemblages de la série United Ennemies (Ennemis unis), sont exposés dans le cadre de l'exposition Les Choses. Une histoire de la nature morte au musée du Louvre du 12 octobre 2022 au 23 janvier 2023, parmi les œuvres de l'espace nommé « Choses humaines ».

## Distinctions
- Lion d'or à la Biennale de Venise, 2005

## Galerie

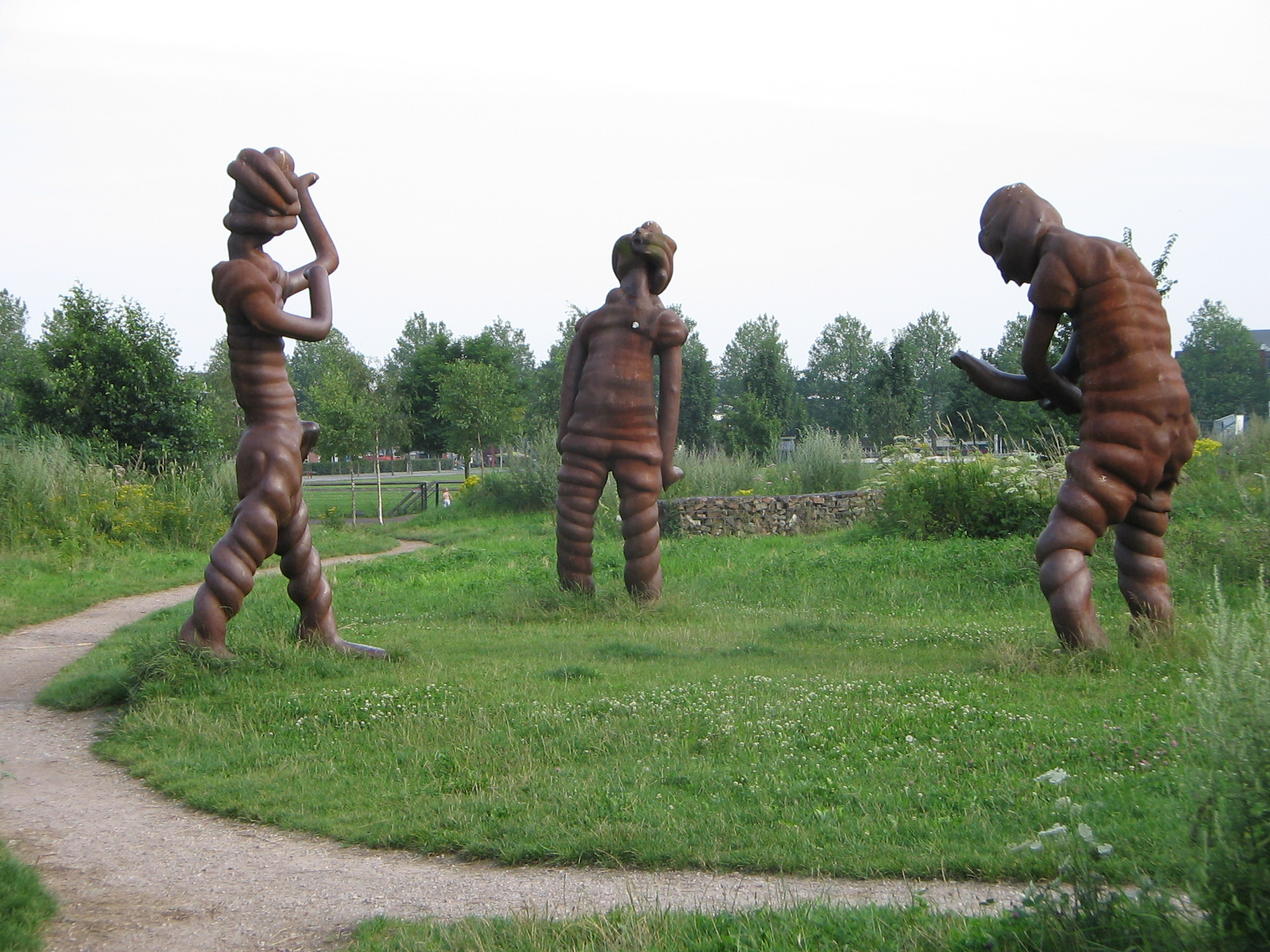
Drei Grosse Figuren, Griftpark à Utrecht.
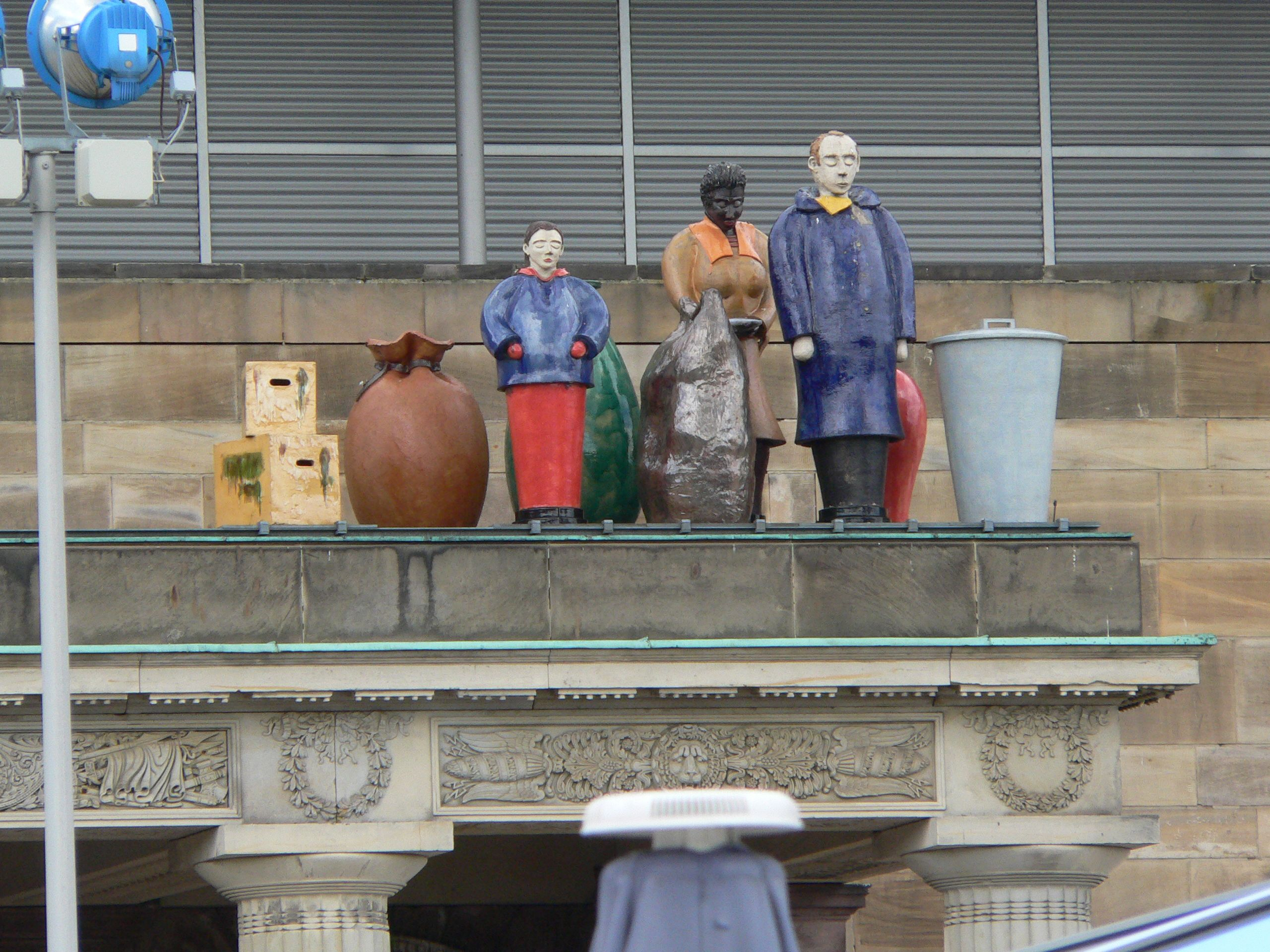
Fremde (Étrangers), documenta 9 à Cassel.
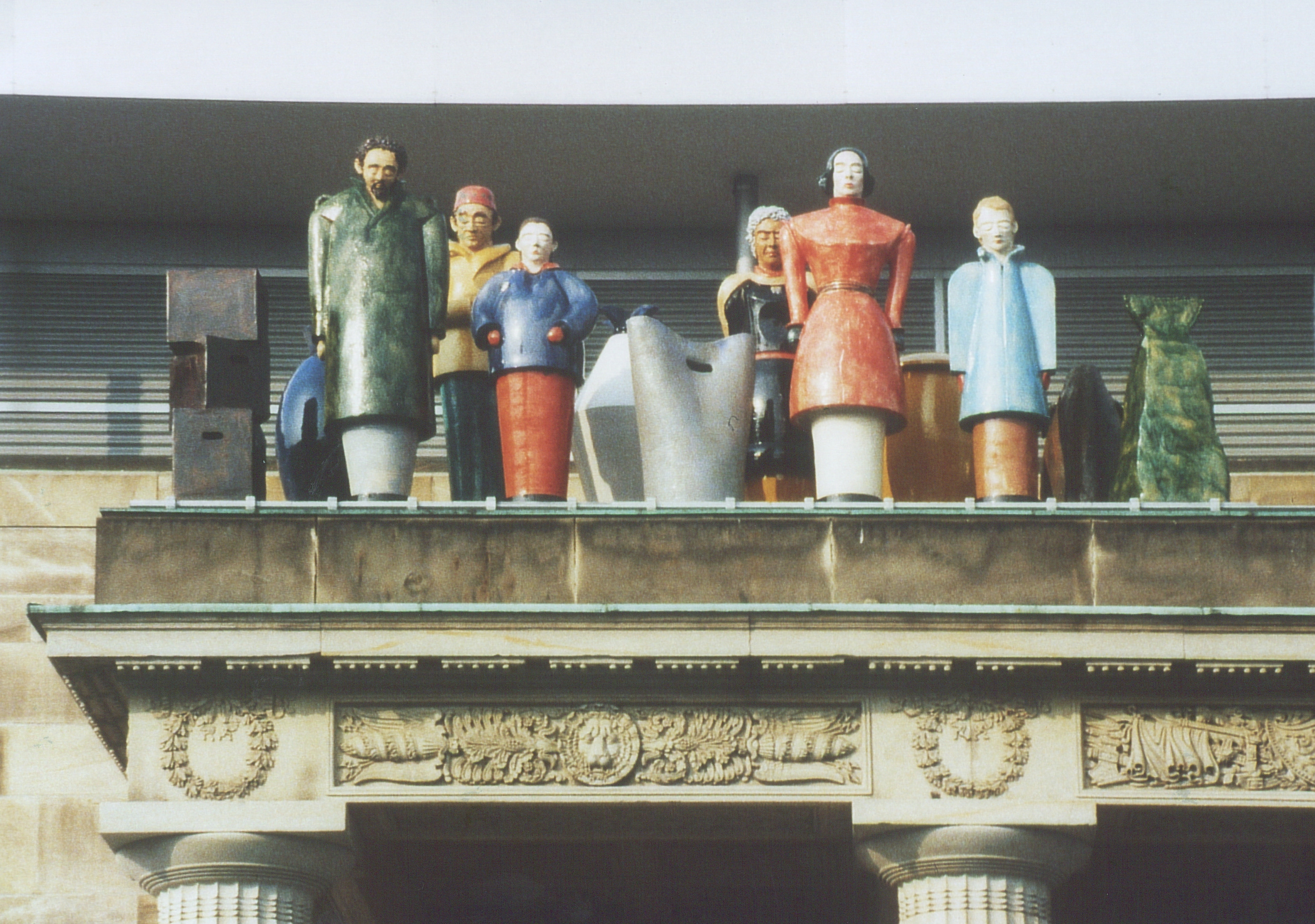
Groupe de sculptures, documenta 9.

### Sources
- (de) Cet article est partiellement ou en totalité issu de l’article de Wikipédia en allemand intitulé « Thomas Schütte » (voir la liste des auteurs).